# Christoph Kozik
Christoph Kozik (* 21. Februar 1986 in Potsdam) ist ein ehemaliger deutscher Teenagerdarsteller und heutiger Musiker.

## Leben
Kozik spielte von Ende Februar 2000 (Folge 76) bis Mitte/Ende November 2003 (Folge 232) die Hauptrolle des Franz Bartel in der Kinder- und Jugendserie Schloss Einstein. 1999 war er in einer Reportage des ZDF über die Mädchengruppe Tic Tac Toe zu sehen. Heute wirkt er bei Tanzstücken der Dance-Company Oxymoron als Musiker mit.

## Persönliches
Christoph Kozik ist der Enkel der Kinderbuch- und Filmautorin Christa Kożik.

## Filmografie
- 1996: Friedrich und der verzauberte Einbrecher (Film)
- 1998: Hallo, Onkel Doc! (Serie – Folge: Mondsüchtig)
- 2000–2003: Schloss Einstein (Serie – Rolle: Franz Bartel, Staffeln 2 – 4, Folgen 76–232)
- 2017: Schloss Einstein (Folge 884: Gastauftritt als Polizist)